# Thân Cửu Nghĩa
Thân Cửu Nghĩa là một xã thuộc huyện Châu Thành, tỉnh Tiền Giang, Việt Nam.
Xã có diện tích 12,62 km², dân số năm 2020 là 19.954 người, mật độ dân số đạt 1.350 người/km².

## Địa lý
Xã nằm ở phía Đông của huyện Châu Thành.
Địa giới hành chính:
- Đông giáp xã Phú Kiết, xã Lương Hòa Lạc của huyện Chợ Gạo
- Tây giáp xã Tam Hiệp
- Nam giáp xã Long An
- Bắc giáp thị trấn Tân Hiệp và xã Tân Lý Đông.

## Hành chính
Xã Thân Cửu Nghĩa được chia thành 7 ấp gồm: Thân Bình, Thân Hòa, Thân Đạo, Thân Đức, Cửu Hòa, Ngãi Lợi và Ngãi Thuận.

## Mô hình
Xã có làng nghề thủ công nổi tiếng là làm nón bằng lá bàng buông. Ngoài ra, xã còn có diện tích trồng rau má lớn nhất tỉnh.

## Giao thông
Địa bàn xã có Quốc lộ 1 đi qua cùng với đường nhánh Cao tốc Thành phố Hồ Chí Minh - Trung Lương, đường tỉnh 879B, đường huyện 24. 

## Kiến trúc
Xã có công trình đang xây dựng như: Trường Đại học Tiền Giang (cơ sở mới), nút giao Thân Cửu Nghĩa của đường cao tốc Trung Lương - Mỹ Thuận,... cũng như kiến trúc tâm linh nổi bật như: Chùa Phước Lâm, Thánh thất Thân Cửu Nghĩa của Đạo Cao Đài. Xã cũng là nơi đặt Trung tâm đăng kiểm xe cơ giới Tiền Giang.